# HC Děčín
HC Děčín (celým názvem: Hockey Club Děčín) je český klub ledního hokeje, který sídlí v Děčíně v Ústeckém kraji. Založen byl v roce 1945 pod názvem HO SK Podmokly-Děčín. Svůj současný název nese od roku 1999. Od sezóny 1993/94 působí ve 2. lize, třetí české nejvyšší soutěži ledního hokeje. Klubové barvy jsou modrá bílá a červená
V klubu působí i oddíl ženského ledního hokeje, který v letech 2014–2017 působil v nejvyšší soutěži. Od sezóny 2017/18 působí v 1. liga žen A, druhé české nejvyšší soutěži ženského ledního hokeje.
Své domácí zápasy odehrává na zimním stadionu Děčín s kapacitou 5 100 diváků.

## Historie
První zápis v děčínské hokejové kronice pochází z 1. září 1945. Činnost hokejového oddílu však byla přerušena v závěru padesátých a první polovině šedesátých let 20. století. Novodobá historie je spojena především se zastřešením zimního stadionu v roce 1983. Zimní stadion v Děčíně v roce 2013 oslavil 30 let od svého vzniku.
V současné době patří lední hokej neodmyslitelně ke sportovnímu dění v Děčíně. V roce 2013 tomu bylo již 20 let od doby, kdy se celek dospělých probojoval do 2. české hokejové ligy, což je vzhledem k současným finančním možnostem optimální soutěž. Děčín je tak v této soutěži tradičním účastníkem a vždy patřil k nejúspěšnějším týmům (1x soutěž vyhrál, dvakrát skončil druhý a jednou třetí). V sezóně 2011/2012 se děčínský celek probojoval poprvé v historii až do finále play-off skupiny „západ“, což bylo historickým úspěchem a ozdobou závěrečných bojů byly vynikající divácké návštěvy, které se pohybovaly kolem 3 000 diváků.

## Historické názvy
Zdroj:
- 1945 – HO SK Podmokly-Děčín (Hokejový oddíl sportovního klubu Podmokly-Děčín)
- 19?? – TJ TS Děčín (Tělovýchovná jednota Technické služby Děčín)
- 19?? – TJ Slovan Děčín (Tělovýchovná jednota Slovan Děčín)
- 1999 – HC Děčín (Hockey Club Děčín)

## Přehled ligové účasti

### Umístění mužů
Stručný přehled
Zdroj:
- 1975–1976: Severočeský krajský přebor (5. ligová úroveň v Československu)
- 1976–1977: Divize – sk. C (4. ligová úroveň v Československu)
- 1992–1993: Severočeský krajský přebor (4. ligová úroveň v Československu)
- 1993–2018: 2. liga – sk. Západ (3. ligová úroveň v České republice)
- 2018– : 2. liga – sk. Sever (3. ligová úroveň v České republice)

Jednotlivé ročníky
Zdroj:
Legenda: ZČ - základní část, červené podbarvení - sestup, zelené podbarvení - postup, fialové podbarvení - reorganizace, změna skupiny či soutěže
| Československo (1975 – 1993) |                            |           |           |                                                                  |               |
| Sezóny                       | Soutěž                     | Úroveň    | ZČ        | Play-off, nadstavba, sk. o udržení...                            | Poznámky      |
| 1975/76                      | Severočeský krajský přebor | 5. úroveň | 1. místo  | Postup                                                           |               |
| 1976/77                      | Divize – sk. C             | 4. úroveň | 5. místo  | Reorganizace                                                     |               |
| ...                          |                            |           |           |                                                                  |               |
| 1992/93                      | Severočeský krajský přebor | 4. úroveň | 1. místo  |                                                                  | Postup        |
| Česko (1993 – )              |                            |           |           |                                                                  |               |
| Sezóny                       | Soutěž                     | Úroveň    | ZČ        | Play-off, nadstavba, sk. o udržení...                            | Poznámky      |
| 1993/94                      | 2. liga – sk. Západ        | 3. úroveň | 7. místo  | Ne                                                               |               |
| 1994/95                      | 2. liga – sk. Západ        | 3. úroveň | 8. místo  | Ne                                                               |               |
| 1995/96                      | 2. liga – sk. Západ        | 3. úroveň | 4. místo  | Ne                                                               |               |
| 1996/97                      | 2. liga – sk. Západ        | 3. úroveň | 1. místo  | Čtvrtfinále (prohra 0:2 na zápasy s SK Znojemští Orli)           |               |
| 1997/98                      | 2. liga – sk. Západ        | 3. úroveň | 4. místo  | Čtvrtfinále (prohra 0:2 na zapasy s HC Papíroví Draci Šumperk)   |               |
| 1998/99                      | 2. liga – sk. Západ        | 3. úroveň | 9. místo  | Ne                                                               |               |
| 1999/00                      | 2. liga – sk. Západ        | 3. úroveň | 13. místo | Ne                                                               |               |
| 2000/01                      | 2. liga – sk. Západ        | 3. úroveň | 16. místo | Ne                                                               |               |
| 2001/02                      | 2. liga – sk. Západ        | 3. úroveň | 2. místo  | Osmifinále (prohra 0:2 na zápasy s SHC Vajgar Jindřichův Hradec) |               |
| 2002/03                      | 2. liga – sk. Západ        | 3. úroveň | 4. místo  | Osmifinále (prohra 0:2 HC ZVVZ Milevsko)                         |               |
| 2003/04                      | 2. liga – sk. Západ        | 3. úroveň | 5. místo  | Osmifinále (prohra 0:2 na zápasy s NED Hockey Nymburk)           |               |
| 2004/05                      | 2. liga – sk. Západ        | 3. úroveň | 4. místo  | Čtvrtfinále (prohra 2:3 na zápasy s HC Rebel Havlíčkův Brod)     |               |
| 2005/06                      | 2. liga – sk. Západ        | 3. úroveň | 7. místo  | Osmifinále (prohra 1:3 na zápasy s HC Stadion Vrchlabí)          |               |
| 2006/07                      | 2. liga – sk. Západ        | 3. úroveň | 2. místo  | Čtvrtfinále (prohra 0:3 na zápasy s HC Chrudim)                  |               |
| 2007/08                      | 2. liga – sk. Západ        | 3. úroveň | 3. místo  | Čtvrtfinále (prohra 0:3 na zápasy s HC ZVVZ Milevsko)            |               |
| 2008/09                      | 2. liga – sk. Západ        | 3. úroveň | 10. místo | Osmifinále (prohra 0:2 na zápasy s HC Trutnov)                   |               |
| 2009/10                      | 2. liga – sk. Západ        | 3. úroveň | 7. místo  | Čtvrtfinále (prohra 0:3 na zápasy s HC Tygři Klášterec nad Ohří) |               |
| 2010/11                      | 2. liga – sk. Západ        | 3. úroveň | 7. místo  | Čtvrtfinále (prohra 1:2 na zápasy s HC Most)                     |               |
| 2011/12                      | 2. liga – sk. Západ        | 3. úroveň | 5. místo  | Finále (prohra 2:3 na zápasy s HC Tygři Klášterec nad Ohří)      |               |
| 2012/13                      | 2. liga – sk. Západ        | 3. úroveň | 3. místo  | Čtvrtfinále (prohra 2:3 na zápasy s HC Baník Sokolov)            |               |
| 2013/14                      | 2. liga – sk. Západ        | 3. úroveň | 13. místo | Osmifinále (prohra 2:3 na zápasy s SKLH Žďár nad Sázavou)        |               |
| 2014/15                      | 2. liga – sk. Západ        | 3. úroveň | 8. místo  | Čtvrtfinále (prohra 2:3 na zápasy s HC Kobra Praha)              |               |
| 2015/16                      | 2. liga – sk. Západ        | 3. úroveň | 16. místo | Ne                                                               |               |
| 2016/17                      | 2. liga – sk. Západ        | 3. úroveň | 6. místo  | Osmifinále (prohra 3:4 na zápasy s HC Stadion Vrchlabí)          |               |
| 2017/18                      | 2. liga – sk. Západ        | 3. úroveň | 4. místo  | Čtvrtfinále (prohra 0:3 na zápasy s BK Havlíčkův Brod)           | Změna skupiny |
| 2018/19                      | 2. liga – sk. Sever        | 3. úroveň | 4. místo  | Osmifinále (prohra 0:3 na zápasy s HC Stadion Vrchlabí)          |               |
| 2019/20                      | 2. liga – sk. Sever        | 3. úroveň | 4. místo  | Ne                                                               | Nedohráno     |
| 2020/21                      | 2. liga – sk. Sever        | 3. úroveň | neurčeno  | Ne                                                               | Nedohráno     |
| 2021/22                      | 2. liga – sk. Sever        | 3. úroveň | 7. místo  | Ne                                                               | Změna skupiny |
| 2022/23                      | 2. liga – sk. Západ        | 3. úroveň | 10. místo | Osmifinále (prohra 0:3 na zápasy s HC Letci Letňany)             |               |
| 2023/24                      | 2. liga – sk. Západ        | 3. úroveň | 5. místo  | Osmifinále (prohra 1:3 na zápasy s HC Letci Letňany)             |               |
| 2024/25                      | 2. liga – sk. Západ        | 3. úroveň | 10. místo | Ne                                                               |               |

### Umístění žen
Stručný přehled
Zdroj:
- 2014–2017: 1. liga - divize A2 (1. ligová úroveň v České republice)
- 2017–2020: 1. liga žen A (2. ligová úroveň v České republice)
- 2020–2022: 2. liga žen (3. ligová úroveň v České republice)
- 2022– : 1. liga žen A (2. ligová úroveň v České republice)

Jednotlivé ročníky
Zdroj:
Legenda: ZČ - základní část, červené podbarvení - sestup, zelené podbarvení - postup, fialové podbarvení - reorganizace, změna skupiny či soutěže
| Česko (2014 – ) |                     |           |          |                                       |              |
| Sezóny          | Soutěž              | Úroveň    | ZČ       | Play-off, nadstavba, sk. o udržení... | Poznámky     |
| 2014/15         | 1. liga - divize A2 | 1. úroveň | 5. místo |                                       |              |
| 2015/16         | 1. liga - divize A2 | 1. úroveň | 4. místo |                                       |              |
| 2016/17         | 1. liga - divize A2 | 1. úroveň | 2. místo |                                       | Reorganizace |
| 2017/18         | 1. liga žen A       | 2. úroveň | 5. místo |                                       |              |
| 2018/19         | 1. liga žen A       | 2. úroveň | 5. místo |                                       |              |
| 2019/20         | 1. liga žen A       | 2. úroveň | 6. místo |                                       | Sestup       |
| 2020/21         | 2. liga žen         | 3. úroveň |          |                                       | Nedohráno    |
| 2021/22         | 2. liga žen         | 3. úroveň | 1. místo | baráž o 1. ligu (prohra)              | Reorganizace |
| 2022/23         | 1. liga žen A       | 2. úroveň | 6. místo |                                       |              |
| 2023/24         | 1. liga žen A       | 2. úroveň | 6. místo |                                       |              |

## Osobnosti děčínského hokeje
- Josef Novák – nejlepší střelec v historii klubu (174 branek a 43 asistencí)
- Josef Zelenka – nejlepší střelec divize: celkem 58 branek
- Ivan Hron – brankářská hvězda 70. let
- Jiří Zikmund – brankářská hvězda 90. let
- Petr Tenkrát – legionář, první odchovanec Děčína v reprezentaci